# Генерали і маргаритки
«Генерали і маргаритки» (рос. «Генералы и маргаритки») — грузинський радянський художній фільм 1963 року кінорежисера Михайла Чіаурелі. Знятий на кіностудії Грузія-фільм за романом Миколи Шпанова «Буря».

## Сюжет
Колишній польський льотчик після Другої світової війни опинився в еміграції без роботи і даху над головою. На пляжі він знайомиться і закохується в Зосю, польську емігрантку. В пошуках роботи він потрапляє до складу екіпажу літака, на який покладене таємниче завдання...

## Актори
- Бруно Оя — Владек Леховський
- Веріко Анджапарідзе — Марта Функ
- Софіко Чіаурелі — Зося
- Андрій Абрикосов — садівник
- Микола Боголюбов — фельдмаршал
- Володимир Дружніков — Добров
- Гельмут Зоммер — генерал Hoikhler
- Сергій Карновичч-Валуа — Cweigel
- Артур Дімітерс — Сенатор Дарк
- Альфред Віденієк — генерал Дональд
- Олев Ескола — Шнорке
- Олексій Смирнов — Вольфганг Функ
- Отар Коберідзе — штурман Ранер Пітер
- В. Ван — бармен
- Харій Авен — епізод
- Айя Баумане
- І. Грантінш
- В. Грінвіш
- Дмитро Кіпіані
- В'ячеслав Крунчак
- Борис Нікіфоров
- Мавр Пясецький
- Іраклі Квокрашвілі
- Карліс Себріс
- Валентин Скулме
- Леонід Ткачов
- Я. Вітковська
- Ю. Знаменський